# Pablo Dorado
Pablo Dorado (22 de junho de 1908 – 18 de novembro de 1978) foi um futebolista uruguaio que jogava como ponta-direita, vencendo a Copa do Mundo de 1930. Foi o autor do primeiro gol da histórias das finais da competição.

## Ídolo no Bella Vista
Dorado era o jogador mais jovem entre os titulares campeões da primeira Copa do Mundo; havia acabado de completar 22 anos. Na época da competição, Dorado jogava no Bella Vista, não sendo muito famoso nem no próprio país. Foi convencido a atuar na ponta-direita por José Nasazzi, colega no clube e na seleção. Era veloz e tinha boa técnica para cruzamentos, sendo considerado um ponta clássico. O Bella Vista era na década de 1920 o maior concorrente do Nacional, bem como foi o segundo clube mais representado entre os uruguaios titulares na final da Copa do Mundo FIFA de 1930. Na maior parte da década, o Nacional e o Peñarol ficaram em ligas separadas;[carece de fontes?] o Nacional (e o Bella Vista) permaneciam naquela reconhecida pela FIFA, o que privou os jogadores aurinegros de integrarem em maior escala a seleção uruguaia.

## Copa do Mundo de 1930
Dorado estreou pelo Uruguai em 16 de junho de 1929, data de derrota de 2-0 para a Argentina em Buenos Aires.[carece de fontes?]
No ano seguinte, na estreia da seleção uruguaia na Copa do Mundo, na vitória de 1-0 sobre o Peru, o titular foi Santos Urdinarán. O resultado magro contra um oponente cuja seleção havia sido criada apenas três anos antes foi uma grande decepção, e Urdinarán, jogador do Nacional, foi criticadíssimo pela imprensa. Assim, Dorado entrou já na segunda partida, no 4-0 sobre a Romênia. Nela, ele, já aos sete minutos, abriu o placar de vitória por 4-0.
Dorado também abriu o placar na final do torneio. O primeiro gol da história das finais da Copa do Mundo FIFA veio em chute cruzado entre as pernas do goleiro argentino Juan Botasso. A jogada começou com Lorenzo Fernández, que passou a bola a José Pedro Cea, que então a entregou a Héctor Castro. Castro repassou a Héctor Scarone, que chutou. A bola rebateu nas pernas do adversário Fernando Paternoster e voltou para perto de Castro e Cea, que, atraindo marcadores, se preparava para chutar a bola. Mas Castro notou que Dorado estava desmarcado, antecipou-se ao arremate de Cea e passou a bola ao ponta. Botasso e os demais esperavam que Dorado devolvesse a bola para alguns dos consagrados campeões olímpicos à espreita - Scarone, Castro ou Cea -, mas o jovem ponta surpreendeu com um chute cruzado.
"Peguei cheio e Botasso não pôde abaixar a 'cortina metálica'", contaria Dorado, em referência ao apelido do goleiro argentino. Eram 12 minutos do primeiro tempo e aquele foi o primeiro lance de perigo da partida. Em contra-ataque, Dorado também fez o cruzamento para o último gol do jogo, do próprio Castro, já no penúltimo minuto, abafando a contínua pressão dos argentinos, que dominavam ocasionalmente a partida em busca de um empate - o resultado até então estava em 3-2 para o Uruguai.
Dorado jogou pela última vez pela Celeste em 18 de maio de 1932, totalizando sete jogos oficiais e três gols marcados.[carece de fontes?]

## Após a Copa
Apesar da boa exibição, Dorado não conseguiu maior sucesso clubístico. Foi contratado em 1931 pelo River Plate, que até então tinha um único título no campeonato argentino. O clube contratara naquele mesmo ano também Carlos Peucelle, outro a marcar gol na final da Copa de 1930. Essas e outras contratações inspiraram o apelido de Millonarios para a equipe. Os investimentos renderam no título de 1932, o primeiro que o River conseguiu na era profissional, mas Dorado atuou apenas onze vezes na campanha, em torneio que teve 34 rodadas além de um jogo-extra entre River e Independiente para definir o título - partida da qual o uruguaio não participou.[carece de fontes?]
Em 1935, Dorado voltou a Montevidéu para defender o Nacional, mas só teve espaço em equipes menores, regressando ao Bella Vista em 1937 para seu último ano de carreira. Considerado um grande ser humano, chegou a doar sua medalha de ouro de campeão argentino pelo River para ajudar um amigo endividado que corria o risco de perder a casa. Após parar de jogar, trabalhou na inspeção geral da prefeitura de Montevidéu. Casou-se com Irma Callejas e teve três filhos: Susana, Luis e Graciela, além de vários netos, um dos quais, Pablito, veio a falecer com oito anos de idade em famoso acidente de helicóptero na praia Pocitos em 1971.

## Títulos
- Copa do Mundo FIFA: 1930[2]
- Campeonato Argentino: 1932[2]